# Charles M. Duke
Charles Moss Duke, Jr (Charlotte, Carolina del Norte; 3 de octubre de 1935) es un astronauta estadounidense retirado que participó en el programa Apolo y que ha pisado la luna.

## Estudios
En 1957 recibe el Bachelor of Science en ingeniería física de la academia naval de Estados Unidos y en 1964 un máster en aeronáutica y en ciencias del espacio por el Instituto Tecnológico de Massachusetts.
Después de esta graduación inicia su carrera militar, el entrenamiento como piloto lo recibe en las bases aéreas de Spence en Georgia, y en la  Webb Air Force Base situada en Tejas.
Después sirve tres años en Alemania con el  526th escuadrón "Fighter Interceptor". Más tarde ingresa en la Escuela de pilotos de investigación aeroespacial de la fuerza aérea. Conseguida su graduación en esta escuela decide convertirse en instructor de los sistemas de control y vuelo de los aviones  F-101,  F-104 y T-33.
Tras observar en un periódico la convocatoria de la NASA para crear un grupo de astronautas, decidió intentarlo y tras largos periodos de entrenamiento fue elegido en 1966 entre los 19 nuevos astronautas.

## En el Programa Apolo
Participó en las misiones Apolo 13 y Apolo 17 como astronauta suplente.

Participó como piloto del módulo lunar Orión en la misión Apolo 16 (16-27 de abril de 1972) y junto con John W. Young exploraron el cráter Descartes mientras que Thomas K. Mattingly II cartografiaba la Luna desde el módulo de mando Casper.
La misión Apolo 16 está considerada una de las mejores y fructíferas entre el resto, por la cantidad de experimentos que realizó en terreno lunar y por la cantidad de material rocoso que se trajo a la Tierra (95,8 kg). Gracias a la ayuda del rover lunar LRV, (vehículo con el cual los astronautas podían desplazarse más cómodamente y rápido) pudieron recorrer 26,7 km. Charles Duke dijo: 

Doy conferencia de cómo caminar sobre la Luna y cómo caminar sobre Jesucristo.
Duke, Charles (1972)

## Hoy en día
Charles M. Duke decidió dejar el programa Apolo una vez concluyó la misión Apolo 16, iniciándose en el sector privado, donde fundó la Charlie Duke Enterprises, Inc de la cual es el presidente.

También como el resto de astronautas acude a eventos públicos y conferencias en universidades de todos los países contando sus experiencias como astronauta.

Actualmente es General de Brigada de la Estados Unidos (en la reserva).

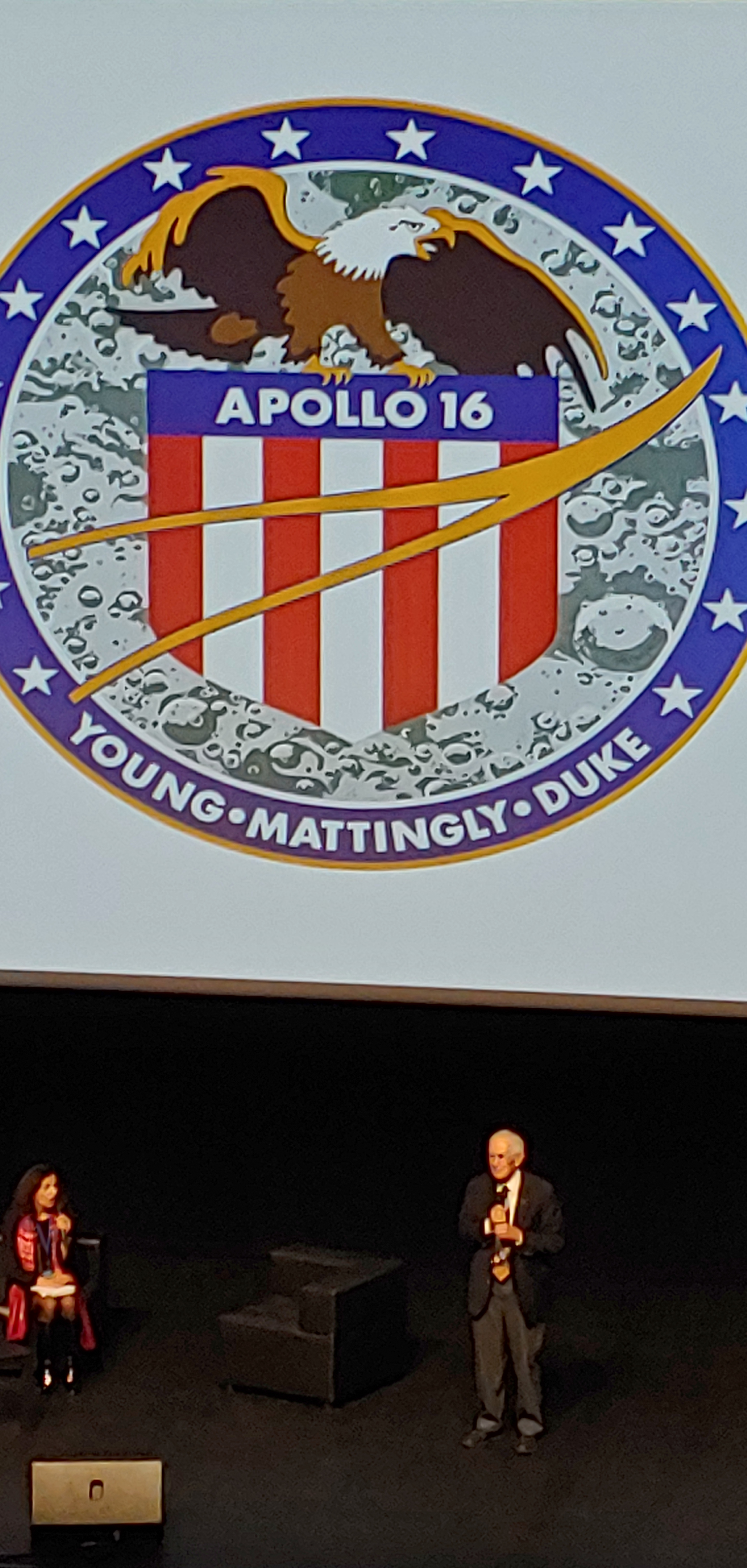
Charles Duke en una conférencia durante el evento "Explor'Espace" en Montrouge (Francia) el día 6 de noviembre de 2021.

## Galería fotográfica

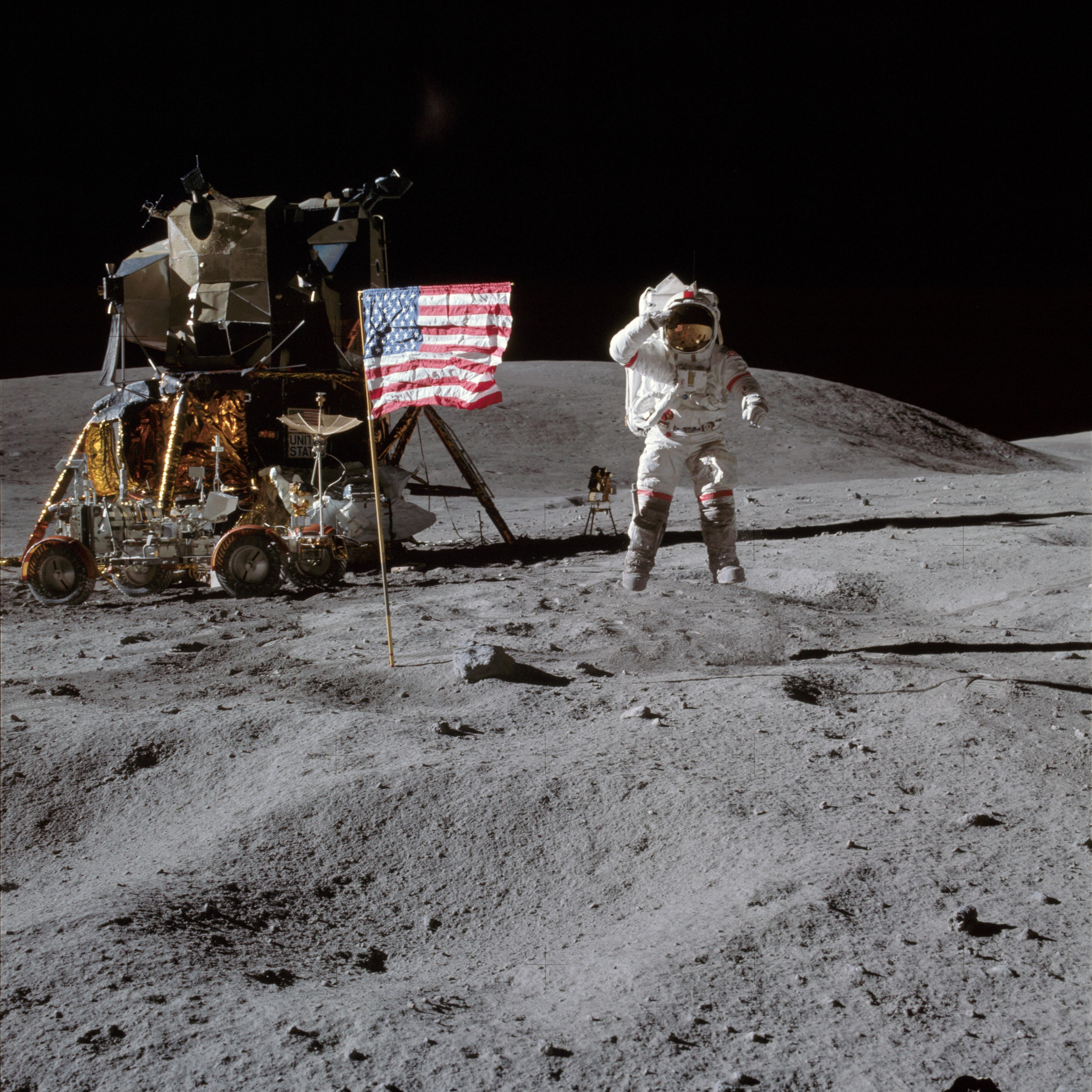
Famosa Imagen tomada por Charles M. Duke a John W. Young.
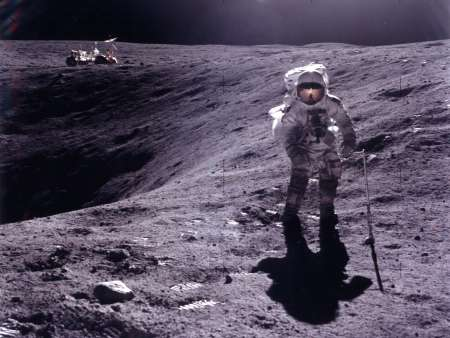
Imagen de Duke mientras exploraba la Luna en la misión Apolo 16.
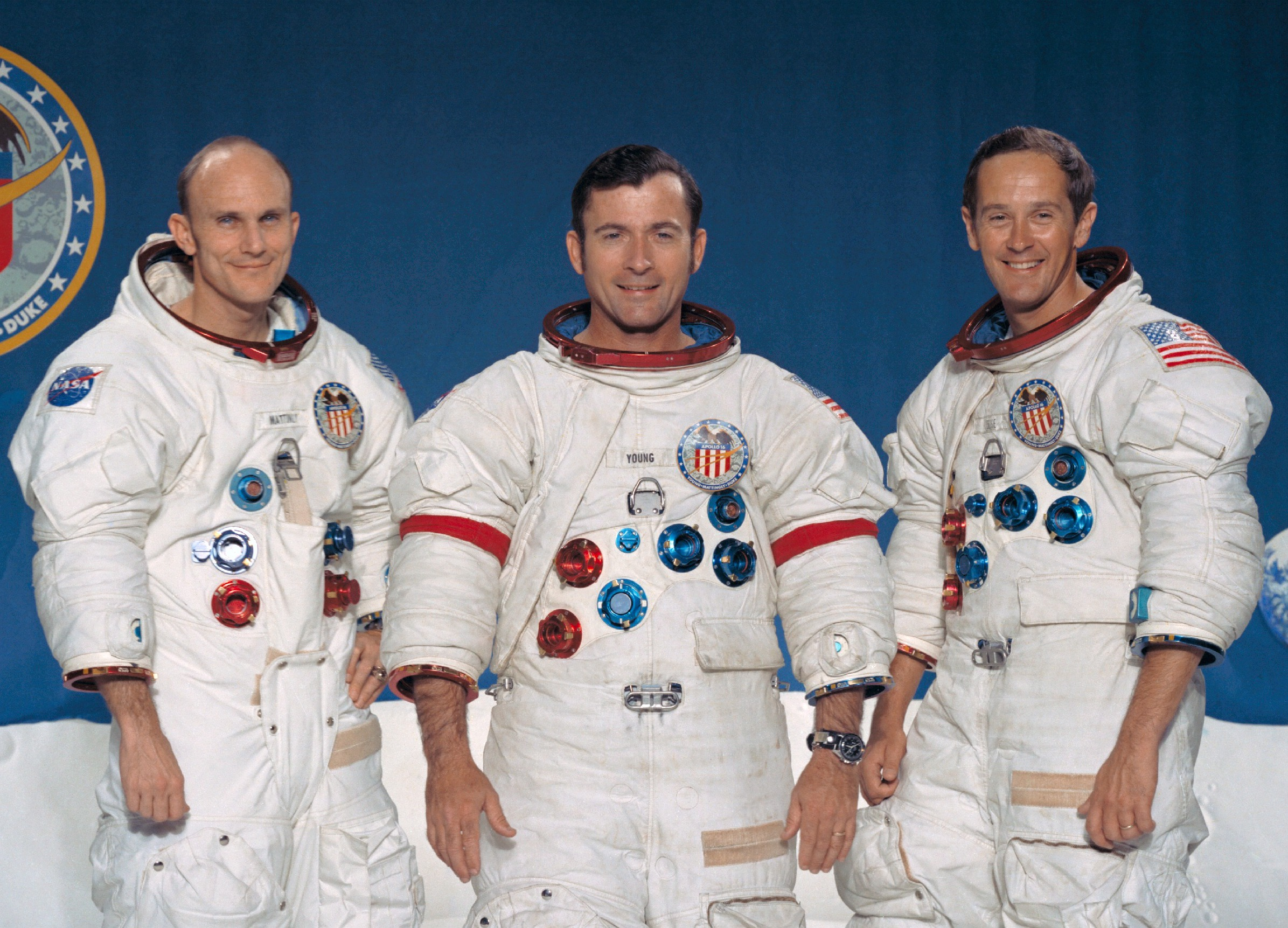
Tripulación del Apolo 16.
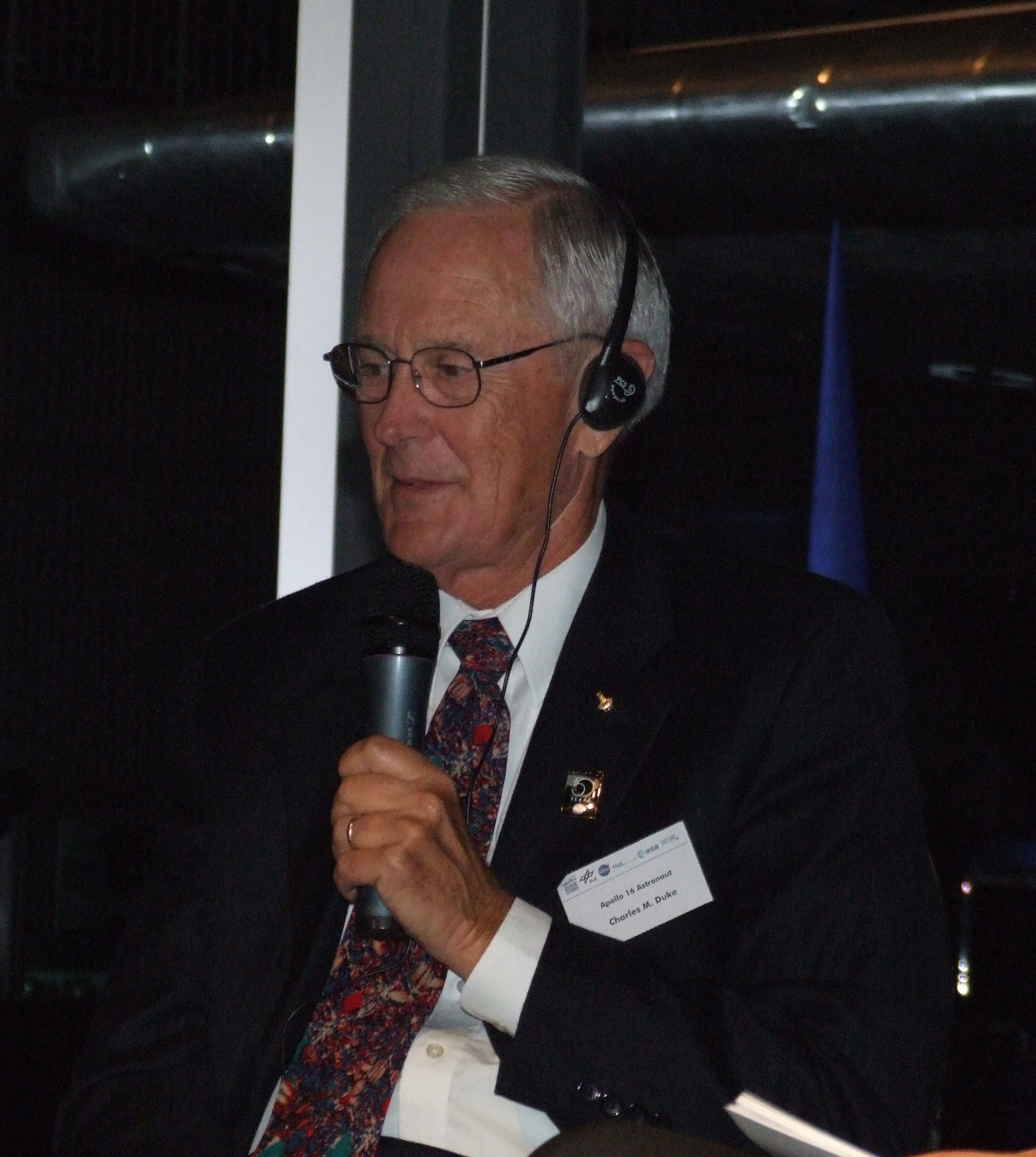
Charlie Duke, 2.10.2008, Technik Museum Espira